# Cantone di Chaumont-en-Vexin
Il Cantone di Chaumont-en-Vexin è una divisione amministrativa dell'arrondissement di Beauvais.
A seguito della riforma approvata con decreto del 20 febbraio 2014, che ha avuto attuazione dopo le elezioni dipartimentali del 2015, è passato da 37 a 72 comuni.

## Composizione
I 37 comuni facenti parte prima della riforma del 2014 erano:
- Bachivillers
- Boissy-le-Bois
- Boubiers
- Bouconvillers
- Boury-en-Vexin
- Boutencourt
- Chambors
- Chaumont-en-Vexin
- Courcelles-lès-Gisors
- Delincourt
- Énencourt-Léage
- Énencourt-le-Sec
- Éragny-sur-Epte
- Fay-les-Étangs
- Fleury
- Fresne-Léguillon
- Hadancourt-le-Haut-Clocher
- Hardivillers-en-Vexin
- Jaméricourt
- Lattainville
- Lavilletertre
- Liancourt-Saint-Pierre
- Lierville
- Loconville
- Monneville
- Montagny-en-Vexin
- Montjavoult
- Parnes
- Reilly
- Senots
- Serans
- Thibivillers
- Tourly
- Trie-Château
- Trie-la-Ville
- Vaudancourt
- Villers-sur-Trie

Dal 2015 i comuni appartenenti al cantone sono i seguenti 73:
- Abbecourt
- Bachivillers
- Beaumont-les-Nonains
- Berthecourt
- Boissy-le-Bois
- Boubiers
- Bouconvillers
- Boury-en-Vexin
- Boutencourt
- Cauvigny
- Chambors
- Chaumont-en-Vexin
- Chavençon
- Corbeil-Cerf
- Le Coudray-sur-Thelle
- Courcelles-lès-Gisors
- Delincourt
- Le Déluge
- Énencourt-Léage
- Énencourt-le-Sec
- Éragny-sur-Epte
- Fay-les-Étangs
- Fleury
- Fresneaux-Montchevreuil
- Fresne-Léguillon
- Hadancourt-le-Haut-Clocher
- Hardivillers-en-Vexin
- Hénonville
- Hodenc-l'Évêque
- Ivry-le-Temple
- Jaméricourt
- Jouy-sous-Thelle
- Laboissière-en-Thelle
- Lachapelle-Saint-Pierre
- Lattainville
- Lavilletertre
- Liancourt-Saint-Pierre
- Lierville
- Loconville
- Le Mesnil-Théribus
- Monneville
- Montagny-en-Vexin
- Montherlant
- Montjavoult
- Montreuil-sur-Thérain
- Monts
- Mortefontaine-en-Thelle
- Mouchy-le-Châtel
- Neuville-Bosc
- La Neuville-d'Aumont
- La Neuville-Garnier
- Noailles
- Novillers
- Parnes
- Ponchon
- Pouilly
- Reilly
- Ressons-l'Abbaye
- Saint-Crépin-Ibouvillers
- Saint-Sulpice
- Sainte-Geneviève
- Senots
- Serans
- Silly-Tillard
- Thibivillers
- Tourly
- Trie-Château
- Trie-la-Ville
- Valdampierre
- Vaudancourt
- Villers-Saint-Sépulcre
- Villers-sur-Trie
- Villotran